# Aoba (cruzador)
O Aoba (青葉) foi um cruzador pesado operado pela Marinha Imperial Japonesa e a primeira embarcação da Classe Aoba, seguido pelo Kinugasa. Sua construção começou em fevereiro de 1924 nos estaleiros da Mitsubishi e foi lançado ao mar em setembro de 1926, sendo comissionado na frota japonesa em setembro do ano seguinte. Era armado com uma bateria principal composta por seis canhões de 203 milímetros montados em três torres de artilharia duplas, tinha um deslocamento de mais de dez mil toneladas e alcançava uma velocidade máxima de 34 nós.
O Aoba teve uma carreira relativamente tranquila durante os tempos de paz. Durante as décadas de 1920 e 1930 foi designado para servir nas Divisões de Cruzadores 5, 6 e 7 junto com seu irmão Kinugasa, muitas vezes atuando como a capitânia e sendo enviado para patrulhar o litoral da China. Passou por uma grande modernização no Arsenal Naval de Sasebo entre novembro de 1938 e outubro de 1940, em que recebeu novos tubos de torpedo, teve sua bateria antiárea reformulada, superestrutura reforçada e outras diversas modificações para melhorar seu desempenho.
Na Segunda Guerra Mundial, participou das invasões da Ilha Wake e Guam em 1941, e no ano seguinte participou da Campanha da Nova Guiné, da Batalha do Mar de Coral e de diversos confrontos durante a Campanha de Guadalcanal. O Aoba passou a maior parte de 1943 e 1944 movimentando-se entre bases até outubro de 1944, quando foi seriamente danificado por torpedos e bombas norte-americanas. Seus danos foram considerados irreparáveis e ele permaneceu em Kure até ser afundado por ataques aéreos em 1945, sendo desmontado depois do fim da guerra.